# Девід Пламмер
Девід Пламмер (англ. David Plummer, нар. 9 жовтня 1985, Норман, Оклахома, США) — американський плавець, олімпійський чемпіон та бронзовий призер Олімпійських ігор 2016 року.

## Виступи на Олімпійських іграх
| Олімпіада | Дисципліна         | Місце |
| --------- | ------------------ | ----- |
| Ріо 2016  | 100 м на спині     | 3     |
| Ріо 2016  | 4×100 м комплексом | 1     |